# حنفي بسطان
حنفي بسطان (6 يناير 1922-13 نوفمبر 1995)، لاعب كرة قدم مصري سابق كان يلعب كمدافع في نادي الزمالك. لعب للمنتخب المصري، ومثل بلاده في دورة الألعاب الأولمبية الصيفية 1948 و1952، وكان كابتن الفريق الذي فاز بكأس الأمم الأفريقية 1957.

## الحياة المبكرة
ولد حنفي بسطان في 6 يناير 1922 في حي السيدة زينب بمدينة القاهرة، تعلم مهارات كرة القدم من خلال اللعب في حوش أيوب بك في حي السيدة زينب، وكان قائداً لفريق المدرسة الابتدائية، ثم المتوسطة، وأخيراً مدرسة السعيدية الثانوية، وقد شاهده محمود بدر الدين الذي كان يعمل مدرباً في نادي الزمالك آنذاك في إحدى مبارياتهم، وانضم لفريق شباب الزمالك سنة 1937.

## المسيرة
كانت أول مباراة رسمية لحنفي بسطان مع نادي الزمالك ضد الأهلي في دوري منطقة القاهرة 1941-42، وفاز الزمالك علي الأهلي بنتيجة 6–0، ومع تألق بسطان كقلب دفاع في ديربي القاهرة 1942، سرعان ما أصبح لاعبًا أساسيًا في الفريق. فاز بسبعة ألقاب لكأس مصر مع الزمالك وعشرة ألقاب لدوري القاهرة. لعب بسطان مع عدة أجيال من الزمالك، وشارك مع محمد لطيف في أيامه الأخيرة كلاعب، ولعب أيضًا مع عبد الكريم صقر وعمر شندي وعبد الرحمن فوزي، وأخيرًا أصبح قائد للفريق الذي يضم بين صفوفه عصام بهيج وعلاء الحامولي ونور الدالي وشريف الفار وعبده نصحي. لعب مع الزمالك لمدة 20 عامًا تقريبًا، حيث لعب 16 موسمًا في التشكيلة الأساسية وحقق 18 لقبًا لناديه، ولُقب بـ "الصخرة السوداء".
لعب أول مباراة دولية له مع منتخب مصر لكرة القدم عام 1945 وشارك في بطولة لندن في نفس العام. لعب حنفي بسطان 56 مباراة دولية وسجل 16 هدفًا لبلاده. كان جزءًا من الفريق الذي شارك في دورة الألعاب الأولمبية عام 1948 في لندن. كما كان جزءًا من الفريق الذي شارك في دورة الألعاب الأولمبية عام 1952 في هلسنكي. لعب لبلاده في دورة ألعاب البحر الأبيض المتوسط عام 1951 في الإسكندرية، حيث أنهى المضيفون الدورة بالميدالية الفضية. فاز بالميدالية الذهبية مع مصر في أول دورة ألعاب عربية عام 1953. في عام 1955، لعب مع منتخب بلاده في دورة الألعاب المتوسطية عام 1955 في برشلونة، والتي فازت فيها مصر بالميدالية الذهبية. كان حنفي بسطان هو كابتن مصر في أول كأس أمم أفريقية في السودان، وهو أول لاعب مصري يرفع كأس أفريقيا بعد فوز بلاده بكأس الأمم الأفريقية عام 1957. اعتزل كرة القدم عام 1958.

## بعد الاعتزال
بعد اعتزاله عمل مدربًا في نادي الزمالك، كما درب منتخب مصر مع صديقه القديم محمد الجندي في كأس الأمم الأفريقية 1962، وحصلت مصر على المركز الثاني. بعد ذلك ترك مهنة التدريب. في الستينيات، أصبح حنفي بسطان مستشارًا لكرة القدم في نادي الزمالك، وهو المنصب الذي شغله حتى وفاته عام 1995. في السينما المصرية ظهر بسطان في فيلمين، حيث شارك في بطولة فيلم حديث المدينة (1964) وفيلم وداعا إلى الأبد (1976).

## إنجازات

### لاعبا
نادي الزمالك
- دوري منطقة القاهرة: 1939–40, 1940–41, 1943–44, 1944–45, 1945–46, 1946–47, 1948–49, 1950–51, 1951–52, 1952–53
- كأس مصر: 1940–41, 1942–43, 1943–44, 1951–52, 1954–55, 1956–57, 1957–58
- كأس الملك فؤاد: 1940–41

منتخب مصر
- دورة الألعاب العربية: 1953
- ألعاب البحر الأبيض المتوسط: 1955
- كأس الأمم الإفريقية: 1957

### مدربا
منتخب مصر
- كأس الأمم الإفريقية: 1962 (المركز الثاني)

## روابط خارجية
- حنفي بسطان على موقع الاتحاد الدولي (مؤرشف)  (الإنجليزية)
- حنفي بسطان على موقع قاعدة بيانات كرة القدم.إي يو (الإنجليزية)
- حنفي بسطان على موقع أوليمبيديا (الإنجليزية)